# Aganisia
 Aganisia es un género pequeño de cuatro especies de orquídeas. Se encuentran en Suramérica, e Isla de Trinidad. Son de hábitos epífitas y trepadoras.

## Descripción
Estas especies de medianas a pequeñas epífitas y trepadoras.
Mantienen diferencia con su pariente próximo Acacallis cyanea, tienen flores pequeñas, el pie de la columna es corto, y tienen un estípite alargado.

## Hábitat
Se desarrollan sobre plantas como epífitas siendo además plantas trepadoras, bajo el dosel forestal o a media sombra.
Se encuentran en Suramérica, e Isla de Trinidad, en bosque de sabana, en media montaña y en bosques galería a lo largo de los ríos.

## Taxonomía
El género fue descrito por John Lindley y publicado en Edwards's Botanical Register 25: Misc. 46. 1839.
Etimología
Aganisia (abreviado Agn.): nombre genérico que procede de la palabra griega ‘agnos’ = "gratitud", quizá refiriéndose al suave perfume de sus flores.
Nombre común:
- Orquídea azul

## Especies deAganisia

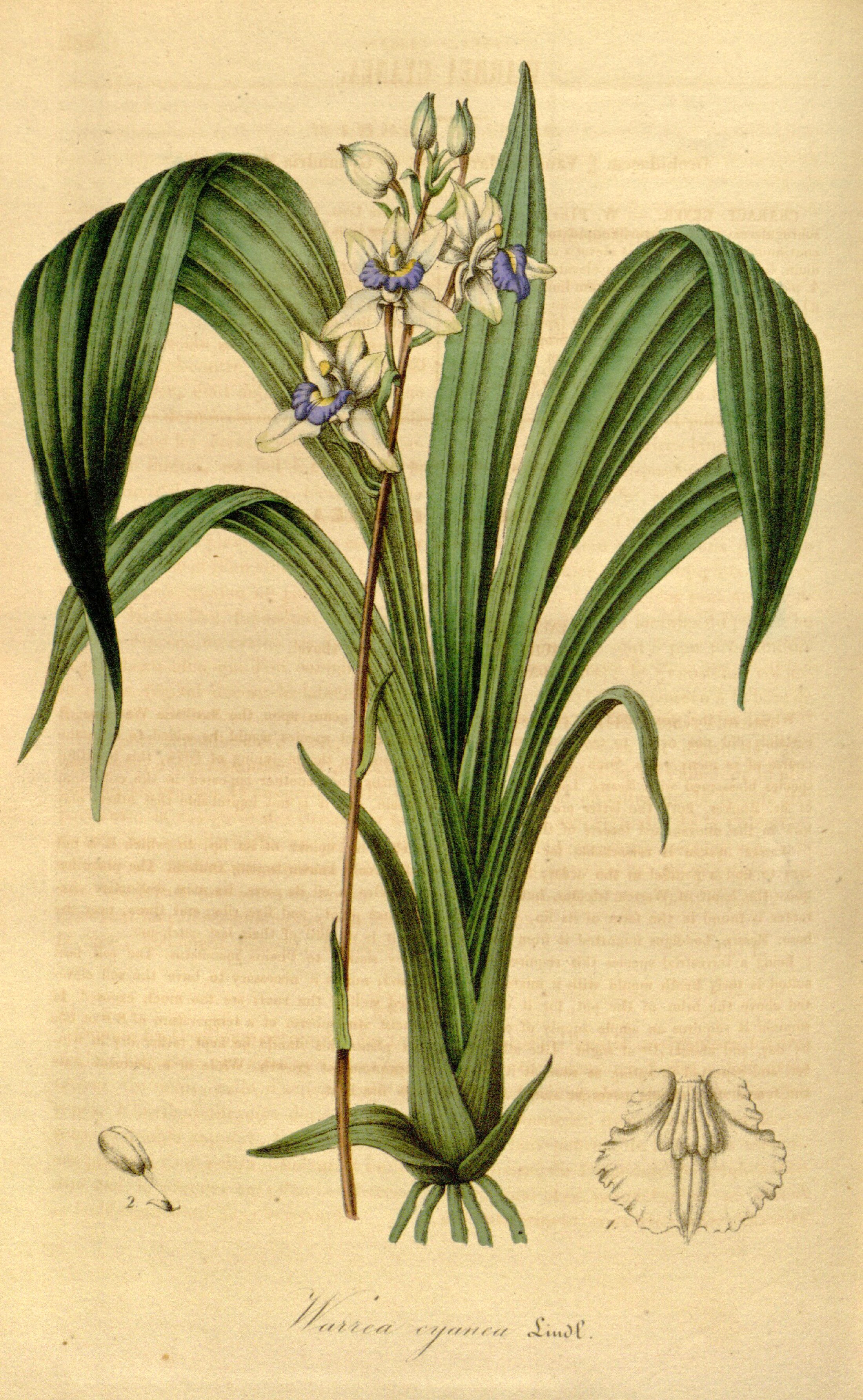
Aganisia cyanea
Illustration in:
Charles Lemaire and others:
"Flore des serres et des jardins de l’Europe", Gent, Louis van Houtte,
1845, volume 1.

- Aganisia cyanea (Lindl.) Rchb.f. 1876 - Perú, Brasil, Venezuela
- Aganisia fimbriata Rchb.f. 1874 - N. y W. de Suramérica
- Aganisia pulchella Lindl. 1839 - Perú
- Aganisia rosariana (V.P.Castro & J.B.F.Silva) F.Barros & L.R.S.Guim. 2010 - Brasil (Rondônia)

### (Sinónimos:)
- Aganisia alba = Otostylis alba (Ridl.) Summerh. 1951
- Aganisia boliviensis = Koellensteinia boliviensis (Rolfe ex Rusby) Schltr. 1918
- Aganisia brachypoda = Aganisia pulchella Lindl. 1839
- Aganisia brachystalix = Otostylis brachystalix (Rchb.f.) Schltr. 1918
- Aganisia graminea = Koellensteinia graminea (Lindl.) Rchb.f. 1856
- Aganisia ionoptera = Koellensteinia ionoptera Linden & Rchb.f. 1871
- Aganisia lepida = Otostylis lepida (Linden & Rchb.f.) Schltr. 1918
- Aganisia oliveriana = Aganisia fimbriata Rchb.f. 1874
- Aganisia venusta = Otostylis alba (Ridl.) Summerh. 1951

## Híbridos intergenéricos
- ×Downsara = (Aganisia × Batemannia × Otostylis × Zygosepalum)
- ×Hamelwellsara = (Aganisia × Batemannia× Otostylis × Zygopetalum × Zygosepalum)
- ×Masonara = (Aganisia × Batemannia × Colax × Otostylis × Promenaea × Zygopetalum × Zygosepalum)
- ×Otonisia = (Aganisia × Otostylis)
- ×Zygonisia  = (Aganisia × Zygopetalum)